# Fabrice Begeorgi
Fabrice Begeorgi, né le 20 avril 1987 à Martigues, est un footballeur français, jouant au poste d'attaquant en début de carrière, avant d'être repositionné au milieu de terrain.

## Biographie
Formé à l'Olympique de Marseille et jouant régulièrement avec l'équipe amateur, Begeorgi débute à Fos-sur-Mer, puis avec les équipes du FC Martigues avant de rejoindre la réserve olympienne en 2003. Il est prêté au club du Football Club Libourne-Saint-Seurin, club évoluant en Ligue 2, pour la saison 2006-2007. 
Il signe le 29 mai 2007 son premier contrat pro avec son club formateur, où il était surnommé "le Prédateur" grâce à sa grande efficacité. Après 20 matches et 3 buts avec le club girondin, Fabrice Begeorgi est prêté pour la saison 2007-2008 au club Amiens SC, mais est victime d'une rupture des ligaments du genou dès le début de saison qui l'éloigne des terrains une bonne partie de la saison.
Le 4 août 2008, il est prêté au club de TuS Coblence qui évolue en Championnat d'Allemagne de football D2.
Début janvier 2009, Fabrice Begeorgi rompt d'un commun accord son contrat de prêt avec le TuS Coblence. Il en profite pour être mis à l'essai au Werder Brême, dans l'optique de jouer avec l'équipe réserve en division 3 allemande et de passer à l'échelon supérieur. Auteur de bonnes prestations lors des tests amicaux en tant qu'arrière latéral gauche, Begeorgi est conservé par les dirigeants du Werderqui officialisent le 21 janvier 2009 le prêt jusqu'à la fin de saison du joueur.
Fin juin 2009, finalement non conservé par la réserve du Werder Brême, il rompt son contrat avec l'Olympique de Marseille pour jouer en Ligue 2 à Istres pour deux ans. Pour son premier match officiel il marque un triplé contre le RC Strasbourg au premier tour de la Coupe de la ligue, Istres l'emportant 6-1.
En juin 2010, il rejoint l'AC Ajaccio. Titulaire régulier, il participe activement à l'excellente saison du club en Ligue 2. Il dispute 33 matchs et délivre 2 passes décisives. En fin de saison, le club corse termine vice-champion de Ligue 2 et est promu en Ligue 1.
Lors de la saison 2011-2012, Begeorgi perd sa place dans l'équipe et ne participe qu'à trois rencontres de championnat.

## Carrière
| Saison      | Club                        | Pays            | Championnat        | Coupes nationales | Coupes d’Europe |
| ----------- | --------------------------- | --------------- | ------------------ | ----------------- | --------------- |
| 2005 - 2006 | Olympique de Marseille      | Ligue 1         | -                  | -                 | 2 matchs (C3)   |
| 2006 - 2007 | FC Libourne-Saint-Seurin    | Ligue 2         | 22 matchs / 3 buts | 5 matchs / 1 but  | -               |
| 2007 - 2008 | Amiens SC                   | Ligue 2         | 5 matchs           | 1 match           | -               |
| 2008 - 2009 | TuS Coblence                | Bundesliga 2    | 11 matchs / 1 but  | -                 | -               |
| 2008 - 2009 | Werder Brême B              | Bundesliga 3    | 9 matchs           | -                 | -               |
| 2009 - 2010 | FC Istres                   | Ligue 2         | 23 matchs / 3 buts | 3 matchs / 3 buts | -               |
| 2010 - 2011 | AC Ajaccio                  | Ligue 2         | 33 matchs          | 6 matchs          | -               |
| 2011 - 2012 | AC Ajaccio                  | Ligue 1         | 3 matchs           | -                 | -               |
| 2012 - 2013 | AC Ajaccio                  | Ligue 1         | 9 matchs           | 1 match           | -               |
| 2013 - 2014 | ES Uzès Pont du Gard (prêt) | National        | 16 matchs          | -                 | -               |
| 2014 - 2015 | AC Ajaccio                  | Ligue 2         | 23 matchs          | 3 matchs          | -               |
| 2015 - 2016 | FC Petrolul Ploiești        | Liga I          | 11 matchs / 1 but  | -                 | -               |
| 2016 - 2017 | UE Engordany                | Primera Divisió | -                  | -                 | -               |

Dernière mise à jour le 11 août 2016